# Haiivske, Busk
Haiivske (în ucraineană Гаївське) este un sat în comuna Zavodske din raionul Busk, regiunea Liov, Ucraina.

## Demografie
Componența lingvistică a localității Haiivske
     Ucraineană (99,47%)
     Alte limbi (0,53%)
Conform recensământului din 2001, majoritatea populației localității Haiivske era vorbitoare de ucraineană (99,47%), existând în minoritate și vorbitori de alte limbi.